# برون‌بر (نظریه رسته‌ها)
در شاخه ای از ریاضیات به نام نظریه رسته‌ها، یک بُرون‌بَر (به انگلیسی: Pushout) (به آن هم‌ضرب تاری، جمع تاری، مربع هم‌کارتزین یا جمع ملغمه‌ای (جمع مخلوط) هم گفته می‌شود) هم‌حد نموداری شامل دو ریخت {\displaystyle f\colon Z\rightarrow X} و {\displaystyle g\colon Z\rightarrow Y} با دامنه مشترک می‌باشد. برون‌بر شامل شیئی چون {\displaystyle P} به همراه دو ریخت {\displaystyle X\rightarrow P} و {\displaystyle Y\rightarrow P} بوده که همه این چهار ریخت و اشیاء مربوطه تشکیل یک مربع جابجایی می‌دهند. در حقیقت، تعریف خاصیت جهانی یک برون‌بر (که در ادامه ارائه خواهد شد) اساساً بیان می‌دارد که برون‌بر «عام ترین» راه برای تکمیل این مربع است. نمادهای رایج برای برون بر {\displaystyle P=X\sqcup _{Z}Y} و {\displaystyle P=X+_{Z}Y} می‌باشند.
برون‌بر دوگان رسته‌ای عقب‌بر است.